# 제임스 갠돌피니
제임스 갠돌피니(James Gandolfini, 1961년 9월 18일 ~ 2013년 6월 20일)는 미국의 배우다.
미국의 유료 채널인 HBO를 통해 1999년부터 2007년까지 방영한 범죄 드라마 《소프라노스》에서 이탈리아계 미국인 마피아 두목 토니 소프라노를 연기한 것이 가장 유명하다. 갠돌피니의 연기는 미국 텔레비전 역사상 가장 위대한 공연으로 찬사를 받았으며 에미상 3회, 미국 배우 조합상 3회, 골든 글로브상 1회 등을 수상하였다.
제59회 타오르미나 필름 페스티벌 참관을 위해 이탈리아를 찾았다가, 2013년 6월 20일 로마에서 심장마비로 사망했다.

## 출연 작품

### 텔레비전
- 소프라노스 (1999-2007)

### 영화
- 터미널 스피드 (1994)
- 시빌 액션 (1998)
- 8미리 (1999)
- 라스트 캐슬 (2001)
- 서바이빙 크리스마스 (2004)
- 로맨스와 담배 (2005)
- 더 매니 세인츠 오브 뉴어크 (2021)

## 주석
1. ↑  제임스 갠돌피니 사망 "로마에 휴가 보내다 갑자기..." 사망 소식에 추모 물결 - SBS연예뉴스